# Asociace českých cestovních kanceláří a agentur
Asociace českých cestovních kanceláří a agentur (ve zkratce AČCKA) je české profesní sdružení subjektů cestovního ruchu, které bylo založeno v roce 1991. V současné době[kdy?] jsou členy cca 250 subjektů cestovního ruchu. Řádným členem se mohou stát cestovní kanceláře a cestovní agentury, zabývající se příjezdovým, domácím i výjezdovým cestovním ruchem. Přidruženými členy AČCKA se mohou stát zahraniční cestovní kanceláře, hotely, centrály cestovního ruchu, školy a komerční firmy, které nabízejí služby cestovním kancelářím (např. pojišťovny, IT firmy, dopravci ad.).
Účelem sdružení AČCKA je zastupování a ochrana hospodářských zájmů svých členů, podpora jejich informovanosti, rozvíjení jejich činnosti a profesní prestiže. AČCKA navazuje kontakty a trvale spolupracuje s obdobnými organizacemi cestovního ruchu v zahraničí, s národními centrálami cestovního ruchu, s pořadateli veletrhů cestovního ruchu a dalšími subjekty. Zástupci AČCKA jsou členy celostátních a regionálních orgánů, účastní se jednání o vývoji legislativy, podílí se na tvorbě odborných zákonů a připomínkují zákony související.
AČCKA se v květnu 2015 stala kolektivním členem Svazu obchodu a cestovního ruchu ČR a od října 2020 je též členem České unie cestovního ruchu.
V návaznosti na připojení evropské asociace ECTAA ke Globálnímu etickému kodexu cestovního ruchu UNWTO, se AČCKA se v srpnu 2015 rovněž připojila k této iniciativě a vyjádřila tak souhlas s jejími principy. AČCKA se stala signatářem kodexu spolu se SOCR ČR.
AČCKA získala v září 2015 certifikát Českého systému kvality služeb. V rámci této dobrovolné iniciativy si Asociace klade za cíl zejména neustálé zlepšování kvality služeb poskytovaných členům

## Poslání a úkoly
Posláním AČCKA je zastupování a ochrana hospodářských a dalších oprávněných zájmů svých členů, rozvíjení jejich činnosti a profesní prestiže. K tomuto účelu Asociace plní zejména tyto úkoly:
- Spolupůsobí při tvorbě legislativních a hospodářských pravidel se vztahem k cestovnímu ruchu a vyjadřuje se k navrhovaným normám a předpisům, které mohou ovlivnit podnikatelské prostředí v tomto oboru.
- Zastupuje členské cestovní kanceláře a agentury při prosazování jejich oprávněných zájmů vůči orgánům a institucím státní správy, územní samosprávy a dalším subjektům, zejména profesním sdružením a organizacím působícím přímo či nepřímo v oboru cestovního ruchu.
- Iniciuje činnost orgánů státní správy, územní samosprávy a dalších ziskových i neziskových subjektů z tuzemska i zahraničí k vytvoření objektivně lepších podmínek pro podnikání v oboru cestovního ruchu.
- Zastupuje členy při jednáních se zahraničními orgány a organizacemi, zejména spolupracuje se zahraničními svazy cestovních kanceláří a zastupuje členské cestovní kanceláře a agentury v mezinárodních organizacích cestovního ruchu.
- Napomáhá budování dobrého jména České republiky jako atraktivní turistické destinace, hájí zájmy České republiky v zahraničí. Vystupuje proti nekalé konkurenci a poškozování pověsti cestovního ruchu.
- Vyjadřuje se z profesního hlediska k otázkám činnosti svých členů, ale i dalších subjektů, jejichž činnost má vliv na podmínky podnikání v oboru, postavení Asociace nebo jednotlivých členů.
- Podílí se na vytváření pozitivního obrazu Asociace na veřejnosti, společné propagaci, práci s veřejností a se sdělovacími prostředky. K naplnění tohoto cíle spolupracuje se všemi subjekty, které mohou v tomto směru Asociaci prospět.
- Napomáhá při výchově profesních pracovníků v cestovním ruchu, spolupracuje s odbornými školami, vznáší požadavky na soubor požadovaných znalostí absolventů, iniciuje, popř. organizuje speciální kurzy, stáže apod.
- AČCKA každoročně pořádá setkání členů - Kongres AČCKA, Setkání incomingové sekce AČCKA a pro své členy připravuje fam tripy a studijní cesty, poskytuje poradenské služby, organizuje společnou účast členů na veletrzích cestovního ruchu, pořádá vzdělávací kurzy a semináře, slouží jako primární kontakt pro zahraniční subjekty a mnoho dalšího.
- Asociace také klade důraz na etiku podnikání a členy AČCKA při vstupu zavazuje k dodržování etického kodexu.

## Organizace AČCKA
AČCKA je složena z členské základny, prezidia, revizní komise a sekretariátu.
Prezidium je výkonným orgánem Asociace, který řídí a zajišťuje činnost Asociace v období mezi zasedáními členských konferencí a v duchu jejich usnesení, rozhoduje o přijímání nových členů a o rušení členství, zřizuje nebo ruší pracovní komise a dále rozhoduje o záležitostech, které nejsou stanovami nebo usnesením členské konference vyhrazeny jiným orgánům.
Od roku 2008 je prezidentem AČCKA Roman Škrabánek.

## AČCKA a ECTAA
AČCKA se v červenci roku 2005 stala řádným členem prestižní evropské asociace ECTAA, která sdružuje národní asociace cestovních kanceláří a agentur členských zemí EU. Tato evropská asociace byla založena již v roce 1961. ECTAA vytváří ze svého středu pracovní komise složené z expertů na danou oblast, které zpracovávají doporučení a stanoviska ECTAA k nejdůležitějším tématům.
ECTAA v současné době[kdy?] sdružuje národní asociace cestovních kanceláří a agentur z 27 členských zemí EU (zastoupení nemá pouze Lucembursko ), 2 kandidátských zemí na vstup do EU (Srbsko a Černá Hora) a 2 zemí evropského ekonomického prostoru (Švýcarsko a Norsko). ECTAA tak zastupuje v celkovém součtu více než 90.000 evropských cestovních kanceláří a agentur, jež se zabývají outgoingovou či incomingovou činností, s odhadovaným obratem přes 60 mld. EUR. Mezinárodními členy ECTAA se v roce 2015 staly asociace z Tuniska a Maroka.
ECTAA má své sídlo v Bruselu. Průmyslem cestovního ruchu i zákonodárci v Bruselu je ECTAA uznávána jako reprezentant evropských cestovních kanceláří a agentur a jako jejich mluvčí pro všechny politické otázky, legislativní návrhy a opatření mající bezprostřední dopad na činnost evropských cestovních kanceláří a agentur.
Díky členství v ECTAA získala AČCKA promptní informace týkající se zejména nové či připravované legislativy EU a zároveň má možnost se na připomínkování nové legislativy EU s dopadem na cestovní ruch bezprostředně podílet. Kromě získávání zajímavých a přínosných informací z EU má AČCKA možnost získat informace přímo z jiných členských zemí, a to na základě dotazníkových akcí, neprodleně organizovaných bruselským sekretariátem. AČCKA tak snadno a velmi rychle získává informační průřez z jednotlivých členských zemí. Sekretariát ECTAA také poskytuje svým členům právní rozbor a stanovisko k případným diskutovaným otázkám na národní úrovni.
AČCKA patří k aktivním členům ECTAA, její zástupce Roman Škrabánek zastával ve funkčním období 2006-2008 funkci viceprezidenta ECTAA, ve funkčním období 2008-2010 byl zvolen členem užšího vedení ECTAA (Strategic Committee), která přímo řídila chod evropské asociace, a zastával významnou funkci ekonoma ECTAA. Pro funkční období 2010-2012 byl Roman Škrabáne opětovně zvolen do funkce viceprezidenta ECTAA. Pro funkční období 2012-2014 a 2014-2016 byl zvolen do expertní skupiny, která řešila daňové otázky na úrovni EU.